# Economische collaboratie met nazi-Duitsland

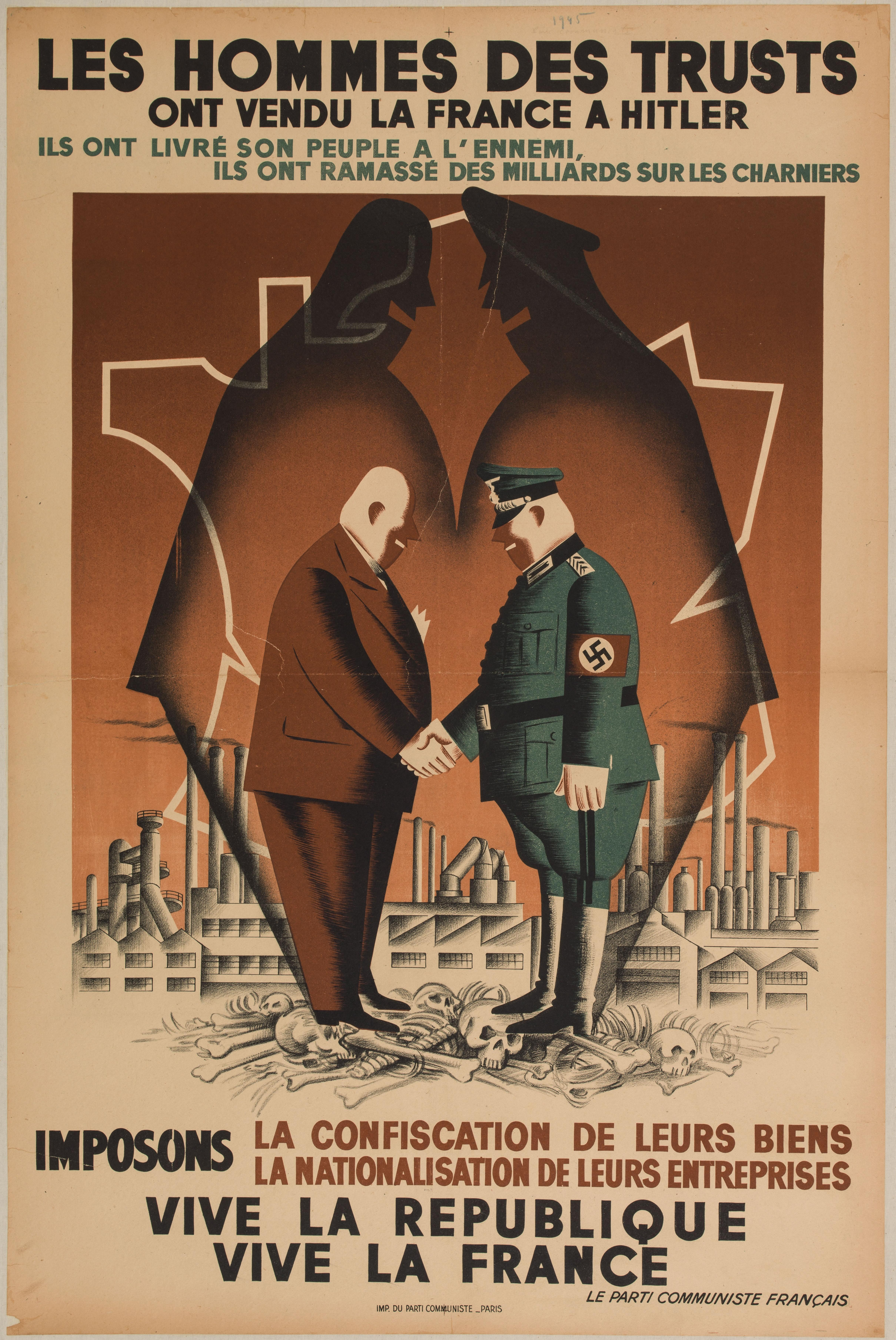
Poster van de PCF die de “mannen van de trusts” beschuldigt van economische samenwerking met de Nazi-bezetters (1945).

Economische collaboratie met nazi-Duitsland is de beschuldiging of minstens het verwijt, na de Tweede Wereldoorlog, aan een aantal grote ondernemingen, instellingen en organisaties, wegens ongeoorloofd geachte commerciële of industriële samenwerking met nazi-Duitsland in de jaren 1930, eerst nog voor het uitbreken van de oorlog zelf. Het gaat onder meer om (voornamelijk Zwitserse) banken en multinationals zoals IBM, General Motors en DuPont.
De betrokken instellingen en bedrijven werd ook verweten hun eerdere banden met het Derde Rijk te hebben verzwegen en toegedekt. 
Toch is er discussie over de vraag of de term “collaboratie” van toepassing is op zakelijke transacties buiten de context van een verklaarde oorlog.

## Voorgeschiedenis
Na de Eerste Wereldoorlog kwamen internationale afspraken tot stand tussen grote bedrijven uit geïndustrialiseerde Europese landen als Duitsland (later het Duitse Rijk), Frankrijk, het Verenigd Koninkrijk, België, Nederland en andere, zelfs uit de Verenigde Staten. Bedrijven uit de kolen- en staalindustrie namen hierin het voortouw, wat tot uiting kwam in het Internationaal Staalkartel van 1926, de Internationale Cokesconventie van 1937, en het Brits-Duitse Akkoord van Düsseldorf van 1939.  

## Bedrijven

### Amerikaanse bedrijven
Amerikaanse bedrijven die met nazi-Duitsland samenwerkten waren onder andere Ford Motor Company, Coca-Cola, General Motors, IBM en DuPont. Zo produceerden de Duitse en Franse dochterondernemingen van Ford (Ford Werke en Ford SAF) militaire voertuigen en ander materieel voor de oorlogsinspanningen van nazi-Duitsland. Sommige fabrieken van Ford in Duitsland werden in die periode gerund met behulp van dwangarbeid. Toen het Amerikaanse leger de Fordfabrieken in Keulen en Berlijn bevrijdde, troffen ze er “haveloze buitenlandse arbeiders aan, opgesloten achter prikkeldraad.”
Grote Amerikaanse bedrijven met belangrijke investeringen in Duitsland waren onder meer General Motors, IT&T, Eastman Kodak, Standard Oil, Singer, International Harvester, Gillette, Coca-Cola, Kraft, Westinghouse en United Fruit.

### Andere
Spaanse en Portugese mijnbouwbedrijven verkochten aan Duitsland wolfraam, nodig om ijzererts te verfijnen tot staal voor tanks en bommenwerpers. Aardolie kwam uit Roemenië, chroom uit Turkije en kogellagers uit Zweden. Zwitserse bedrijven, waaronder Oerlikon-Bührle, Tavaro, Hispano Suiza en Dixi, verkochten de nazi's luchtafweergeschut, kanonnen, militaire precisie-instrumenten en munitie. Het Belgische Union Minière transporteerde uranium ontgonnen door het mijnbedrijf van Alexandre Galopin te transporteren naar Duitsland, voor de constructie van een atoombom.

## Banken
Duitse financiële operaties wereldwijd werden gefaciliteerd door Britse, Zwitserse, Amerikaanse, Argentijnse en Canadese banken, onder meer de Bank voor Internationale Betalingen, JPMorgan Chase, en Union Banking Corporation. Brown Brothers Harriman & Co trad op voor de Duitse magnaat Fritz Thyssen, die Hitlers machtsovername hielp financieren.
“Zwitserse banken verwerkten het witwassen van honderden miljoenen dollars aan gestolen activa, waaronder goud dat werd afgenomen van de centrale banken van het door de Duitsers bezette Europa”, aldus het Amerikaanse netwerk PBS. Uit onderzoek van de begrotingscommissie van de Amerikaanse Senaat bleek in een rapport van 2025 met name Credit Suisse informatie te hebben achtergehouden. Zwitserland verzette zich ook tegen de teruggave van deze fondsen en de Overeenkomst van Washington van 1946, gesloten met de geallieerden, eiste van Zwitserland slechts de teruggave van 12% van het gestolen goud.

## Media

### Hollywood
Grote Hollywoodstudio's zijn beschuldigd van collaboratie, door films te maken of aan te passen aan de smaak van de Nazi's, en dat nog voor de VS in oorlog waren met Duitsland. Georg Gysling, de Duitse consul in Los Angeles in 1933, bedreigde de Amerikaanse filmstudio's met een Duitse filmverordening die bekend stond als "Artikel 15": een bedrijf dat waar ook ter wereld een anti-Duitse film verspreidde, kon al zijn films verboden zien in Duitsland, een grote markt voor Amerikaanse cinema.

### Andere
Associated Press (AP) leverde afbeeldingen voor een propagandaboek getiteld The Jewish in the USA, en een getiteld The Sub-Human. Het persbureau bereikte een formele overeenkomst met het naziregime en huurde nazi-propagandisten in als verslaggevers.